# 국도 제103호선 (인도)
국도 제103호선(National Highway 103, NH 103)은 인도 히마찰프라데시주의 하미르푸르와 가하스를 이어주는 총 연장 58km의 거리를 가진 인도의 일반 국도이다. 그러나 이 국도 노선의 옛 번호는 NH 322로 부여받은 도로 노선이기도 하다. 그리고 연결되는 주요 경유지를 보면 하미르푸르, 보타, 구마르윈, 단가르, 가하스 등을 주로 관통시키는 것으로 보인다.

## 주요 경유지
- 히마찰프라데시주 : 하미르푸르(영어판), 보타(영어판), 구마르윈(영어판), 다돌, 단가르